# Eutomopepla discuneata
Eutomopepla discuneata là một loài bướm đêm trong họ Geometridae.